# Okres Człuchów
Okres Człuchów (polsky Powiat człuchowski) je okres v polském Pomořském vojvodství. Rozlohu má 1575 km² a v roce 2019 zde žilo 56 085 obyvatel. Sídlem správy okresu je město Człuchów.

## Gminy
Městská:
- Człuchów

Městsko-vesnické:
- Czarne
- Debrzno

Vesnické:
- Człuchów
- Koczała
- Przechlewo
- Rzeczenica

## Města
- Czarne
- Człuchów
- Debrzno

## Sousední okresy
| Růžice kompasu | Bytów, Szczecinek | Bytów           | Bytów, Chojnice | Růžice kompasu |
| Růžice kompasu | Szczecinek        | Sever           | Chojnice        | Růžice kompasu |
| Růžice kompasu | Szczecinek        | Okres Człuchów  | Chojnice        | Růžice kompasu |
| Růžice kompasu | Szczecinek        | Jih             | Chojnice        | Růžice kompasu |
| Růžice kompasu | Złotów            | Sępólno, Złotów | Sępólno         | Růžice kompasu |